# هنری فردریک استوارت

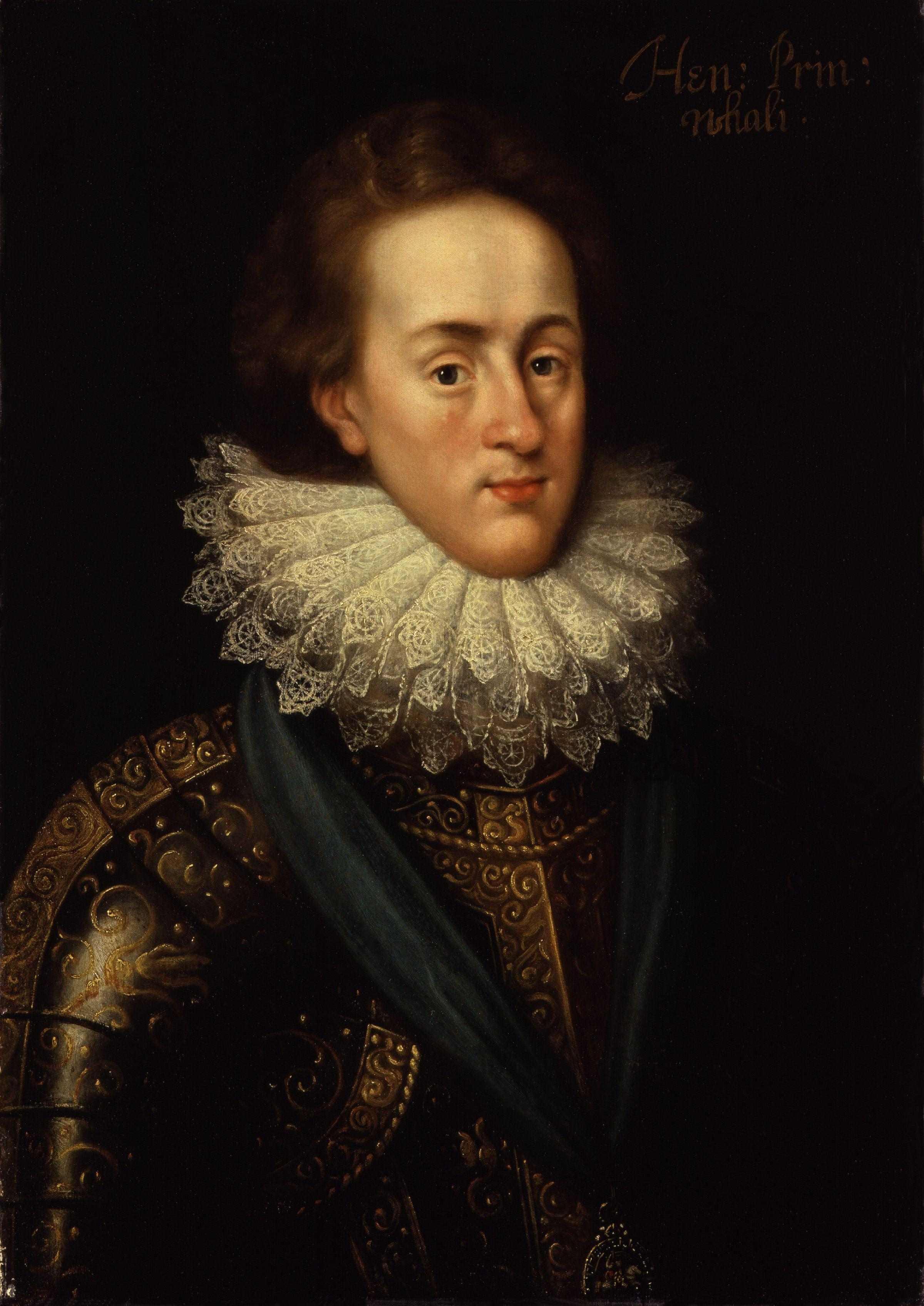

هنری فردریک استوارت (به انگلیسی: Henry Frederick Stuart) (زادهٔ ۱۹ فوریه ۱۵۹۴ – درگذشتهٔ ۶ نوامبر ۱۶۱۲) پسر بزرگ جیمز یکم و آن دانمارک و شاهزاده ویلز از خاندان استوارت بود. او که نامش برگرفته از نام پدربزرگ‌هایش هنری استوارت، لرد دارنلی و فردریک دوم دانمارک بود، در دید بسیاری جانشینی توانمند و امیدوارکننده برای پدرش به‌شمار می‌رفت. اما هنری فردریک به تب تیفویید مبتلا شد و در سن ۱۸ سالگی و پیش از پدرش درگذشت. با درگذشت او برادر کوچکش چارلز، دوک یورک وارث پادشاهی شد و پس از مرگ جیمز یکم با عنوان شاه چارلز یکم بر تخت نشست.